# Josef Rut
Josef Rut (21. listopadu 1926 Kutná Hora – 7. října 2007 Praha) byl český skladatel, houslista a hudební teoretik. Je otcem českého hudebníka, režiséra, herce a spisovatele Přemysla Ruta.
V letech 1945–1951 studoval Josef Rut na pražské konzervatoři hru na housle u Bedřicha Voldana. V letech 1952 až 1954 absolvoval soukromé lekce kompozice u Jaroslava Řídkého a později u Emila Hradeckého. Od roku 1953 do roku 1983 byl houslistou Symfonického orchestru Českého rozhlasu. V letech 1954 až 1957 působil také v Pražském komorním orchestru. V letech 1963 až 1965 vytvořil Dvanáctitónovou tonální teorii, kterou později rozvíjel teoreticky ale také využíval ve své vlastní skladatelské tvorbě. Skladatelské dílo Josefa Ruta zahrnuje 57 děl, mezi které patří čtyři symfonie, osm instrumentálních koncertů,Te Deum pro soprán a baryton sólo, smíšený sbor, orchestr a varhany (1991), Magnificat pro bas, smíšený sbor, orchestr a varhany (1993) a komorní hudba. Napsal také řadu hudebně teoretických a filozofických spisů, například Dvanáctitónová tonální teorie(1969), Hudba a její perspektiva z pohledu relativity (1980), Cvičebnice rytmu od A do Z (s Janem Dostálem, 1979, 1984), Příspěvek k jasnější notaci rytmu (1982), Relativistická teorie hudebního pohybu (1990) a Hledání řádu jako inspirace hudební tvorby – úvaha o filosofii hudby (2000).